# Marina di Mancaversa
Marina di Mancaversa is een plaats (frazione) in de Italiaanse gemeente Taviano.